# 圣弗洛雷
圣弗洛雷（法語：Saint-Floret，法語發音：[sɛ̃ flɔʁɛ]）是法国多姆山省的一个市镇，位于该省南部，属于伊苏瓦尔区。

## 地理
圣弗洛雷（45°33'4"N, 3°6'25"E）面积12.16 平方千米，位于法国奥弗涅-罗讷-阿尔卑斯大区多姆山省，该省份为法国中南部省份，北起阿列省接壤，东临卢瓦尔省，南至上盧瓦爾省和康塔爾省，西接科雷兹省和克勒兹省。
与圣弗洛雷接壤的市镇（或旧市镇、城区）包括：克莱芒萨、沙萨涅、库尔古勒、蒙泰居勒布朗、圣樊尚、索里耶、图尔泽勒-龙济耶尔、圣迪耶里。

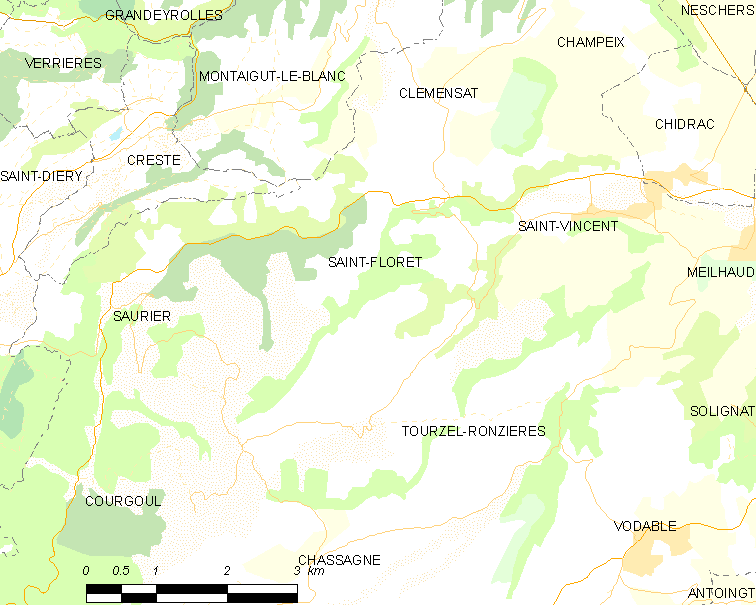
圣弗洛雷的OSM定位图

圣弗洛雷的时区为UTC+01:00、UTC+02:00（夏令时）。

## 行政
圣弗洛雷的邮政编码为63320，INSEE市镇编码为63342。

## 政治
圣弗洛雷所属的省级选区为勒桑西县。

## 人口

1962-2008年间圣弗洛雷人口变化图示

圣弗洛雷于2022年1月1日时的人口数量为246人。